# V2 (Aggregat 4)
Il missile V2 (abbreviazione dal tedesco Vergeltungswaffe 2, in italiano "arma di rappresaglia 2", nome datogli per motivi di propaganda; nome tecnico Aggregat 4, abbreviato in A4) fu il precursore di tutti i missili balistici e venne ampiamente utilizzato dalla Germania durante le ultime fasi della seconda guerra mondiale, in particolare contro Gran Bretagna e Belgio, e nell'immediato dopoguerra per scopi scientifici.
Il missile V2 batté diversi record:
- Primo missile balistico guidato a "lungo"[1] raggio[2] (Uso militare da parte della Germania; primo lancio di servizio: 7 settembre 1944; primo lancio di successo: 8 settembre 1944[3]; ultimo lancio: 27 marzo 1945[4]);
- Primo oggetto artificiale a entrare nello spazio, superando la linea di Kármán a 100km di altezza (con il lancio di test del missile A4 MW 18014, il 20 giugno 1944[5]);
- Prima fotografia della terra vista dallo spazio a un'altitudine di 105 chilometri, scattata il 24 ottobre 1946 con un V2 lanciato dagli Stati Uniti.

L'impiego dei missili V2 portò a una stima di circa 9 000 civili e militari alleati morti, oltre a 12 000 prigionieri periti nei campi di concentramento per costruirli.
Simulazioni e studi degli ultimi anni dimostrano che una V2 può produrre un cratere di 20 metri di diametro e di 8 metri di profondità, con un'espulsione in aria di oltre 3 000 tonnellate di materiale.

## Storia
Già dal 1926 i membri della "Società tedesca per il volo spaziale" cominciarono i primi esperimenti sui razzi a combustibile liquido. Nel 1932, la Reichswehr (forze armate tedesche) s'interessò degli sviluppi di questi esperimenti soprattutto per il settore militare: una squadra condotta dal generale Walter Dornberger rimase molto impressionata dal collaudo di un vettore progettato e costruito da Wernher von Braun. Nonostante le caratteristiche di questo primo razzo fossero molto limitate, Dornberger riuscì a intuire la genialità di von Braun e lo spronò ad entrare nell'esercito per continuare lo sviluppo delle sue ricerche.
Von Braun accettò, così come fecero molti altri membri della società. Nel dicembre del 1934 ebbe un altro successo con il missile A-2, un piccolo razzo con motore a etanolo e ossigeno liquido.
Dal 1936 il gruppo capitanato da von Braun si concentrò sulla costruzione dei successori del razzo A-2, l'A-3 e l'A-4. Quest'ultimo era un progetto che prevedeva una portata di ben 200 km con una traiettoria che lo portava ai limiti dello spazio circumterrestre (circa 80 km) con un carico di circa una tonnellata. Questi risultati erano stati permessi anche dal miglioramento dei motori fatto da Walter Thiel.

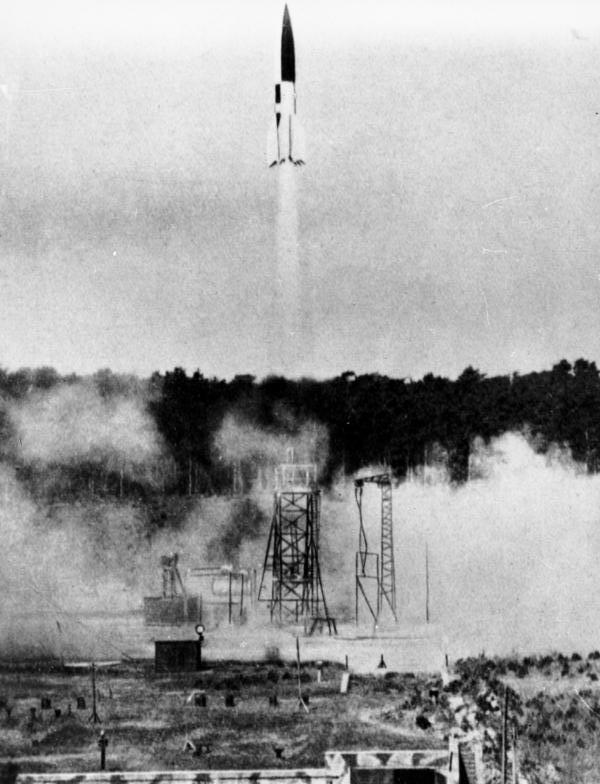
Partenza di un razzo V2 nel 1943

Con la necessità di collaudare l'A-3 e successivamente l'A-4, era ormai chiaro che i progetti di von Braun stavano diventando realtà; così il generale Dornberger, sotto consiglio della madre di von Braun, trasferì il gruppo da Kummersdorf (vicino a Berlino) verso una piccola città, Peenemünde, sull'isola di Usedom (litorale baltico della Germania), per fornire una migliore infrastruttura tecnica/logistica per le prove ed ottenere anche maggiore segretezza.
Il razzo A-3 risultò all'atto pratico poco affidabile e così si decise di rivedere completamente lo sviluppo di questo modello sotto il nome di un nuovo progetto, chiamato A-5. Questa nuova versione era decisamente più affidabile e nel 1941 erano già stati collaudati circa 70 razzi A-5.
Il primo missile operativo A-4 volò nel marzo del 1942 e percorse solo una traiettoria di 1,5 km, schiantandosi successivamente in mare. Il secondo lancio ebbe più fortuna, raggiungendo un'altitudine di circa 11 km prima di esplodere. Il terzo lancio, in data 3 ottobre 1942, fu invece coronato da un completo successo: il missile A-4 seguì quasi una traiettoria perfetta e si schiantò a 193 km di distanza dalla piattaforma di lancio, superando gli 80 km di quota.
La produzione dell'A-4 partì nel 1943; comunque il suo uso bellico non fu completamente una sorpresa per gli Alleati, in quanto questi erano già a conoscenza dell'arma tedesca. Infatti, successivamente a uno dei molti esperimenti dell'A-4 in Polonia, un missile era stato recuperato da militanti della resistenza polacca e i particolari tecnici erano stati poi trasmessi al servizio segreto britannico. A questo punto, per gli inglesi, fu chiara la nuova minaccia che si stava profilando all'orizzonte e quindi fu lanciata una grossa offensiva contro i complessi di costruzione della A-4. In particolare la base di Peenemünde fu pesantemente bombardata nel luglio del 1943, causando ritardi nella produzione dei missili e la morte di molti tecnici e operai, tra cui vi erano anche alcuni detenuti di un campo di concentramento vicino.
Nel frattempo, sempre nel 1943, le V2 furono adoperate come piattaforme per il telerilevamento.
Dornberger aveva capito l'importanza di disperdere i complessi di lancio dei missili per mezzo di rampe mobili, ma Hitler fece pressione per la costruzione di immense strutture sotterranee per il lancio. I missili venivano prodotti in più fabbriche e spediti lungo le linee ferroviarie, in modo da permettere dei lanci quasi ininterrotti verso il nemico.
La produzione del missile avveniva nella Mittelwerk, la grande fabbrica sotterranea vicina al campo di concentramento di Mittelbau-Dora, al riparo dai bombardamenti alleati. Il costo di produzione di una V-2 era comparabile a quello di un bombardiere e certamente non giustificato dal limitato carico (meno di una tonnellata) di alto esplosivo.
Vi fu anche l'idea di progettare appositi U-Boot in grado di trasportare questi nuovi missili.
L'alto costo dell'ordigno e la paritetica limitata capacità di carico fecero ritenere ai servizi segreti alleati che il successivo passo tedesco sarebbe stato l'impiego quale vettore per un'eventuale bomba a fissione nucleare.
Il 24 ottobre 1946 fu scattata la prima fotografia della terra vista dallo spazio a un'altitudine di 105 chilometri (65 miglia), con una fotocamera 35 mm in grado di scattare una fotografia ogni 1,5 secondi, montata su un missile V-2 durante un volo suborbitale lanciato dagli USA.

## Epilogo
Nell'immediato dopoguerra l'A-4 ebbe una breve ma intensa storia di utilizzo. Sia gli statunitensi che i sovietici poterono disporre di centinaia di essi e li usarono per far partire i rispettivi programmi missilistici che avrebbero portato i due paesi alla corsa di conquista dello spazio.
Molti missili costruiti alla fine degli anni quaranta e nella prima metà degli anni cinquanta derivavano più o meno direttamente dai progetti tedeschi. 
I sovietici partirono dal V2 per sviluppare il missile R-1, in realtà una copia esatta del V2, e nel tempo riuscirono a progettare l'R-7 "Semërka" che permise loro di portare il primo uomo nello Spazio.
Il missile Redstone, direttamente originato dalla tecnologia della V-2, fu un lanciatore balistico per ordigni nucleari che, opportunamente adattato, permise agli Stati Uniti di lanciare nel 1958 il loro primo satellite orbitale Explorer 1 e, successivamente, il loro primo astronauta in un volo suborbitale del programma Mercury.

## Aspetti tecnici
Le ricerche tedesche si erano rivelate molto ingegnose ed economiche. Ad esempio il sistema di propulsione veniva alimentato da una miscela di due composti liquidi: alcool etilico (al 75% miscelato con acqua) (B-Stoff) ottenuto dalla fermentazione e distillazione delle patate e ossigeno liquido (LOX) (A-Stoff) come ossidante. L'acqua miscelata con l'alcol permetteva una combustione più omogenea data la sua azione refrigerante. Sia il carburante che l'ossidante erano spinti nella camera di combustione da turbopompe azionate da un vapore prodotto dalla miscelazione di perossido di idrogeno ad alta concentrazione (T-Stoff) e da permanganato di sodio (Z-Stoff) che aveva funzione di catalizzatore velocizzando e rendendo più violenta la reazione.

## I V2 nei media
- Nel documentario Tunnel Factories: armi segrete e convenzionali sul lago di Garda, di Mauro Vittorio Quattrina, si racconta la storia delle costruzioni di parti di V-2 sul lago di Garda.
- La storia delle gesta che portarono al bombardamento sulla fabbrica di Peenemünde viene narrata nel film Operazione Crossbow (1965).
- L'epopea della costruzione dei V-2 viene raccontata nel romanzo postmodernista L'arcobaleno della gravità dello statunitense Thomas Pynchon.
- Il romanzo "V2" di Robert Harris (2020) narra le vicende legate all'utilizzo del razzo V2 negli ultimi mesi del secondo conflitto mondiale.
- Una missione mirante a distruggere i V2 è la trama centrale del film di guerra Quel maledetto treno blindato, di Enzo G. Castellari (1977).
- Il missile è presente nel videogioco Sniper Elite e nel reboot Sniper Elite V2.
- Nel videogioco di strategia Command & Conquer: Red Alert è presente una unità capace di sparare tali missili.
- Il missile compare in vari Call of Duty: come obiettivo da distruggere nella missione finale con i britannici in Call of Duty (2003)[10], come obiettivo da distruggere nella missione finale con gli statunitensi in Call of Duty 2: Big Red One[11],in Call of Duty: Black Ops[12] nel capitolo ‘’Project Nova’’ e in Call of Duty: World War II è presente nella modalità multigiocatore, sbloccabile dopo aver raggiunto almeno il 1° prestigio in ogni divisione, e ottenibile in partita alla venticinquesima "killstreak" (uccisione con arma o equipaggiamento senza morire).
- È presente nel videogioco Call of war
- Nel videogioco Ace Combat: The Belkan War, un missile denominato "V2" con capacità ICBM è presente nella missione 18 "Zero".
- È presente nel videogioco Battlefield 1942: Secret Weapons of WWII[13]